# Cape Feare
Cape Feare (titulado Cabo de miedosos en Hispanoamérica y El cabo del miedo en España) es el segundo capítulo perteneciente a la quinta temporada de la serie de televisión de animación Los Simpson, estrenado originalmente el 7 de octubre de 1993 en Estados Unidos. Fue escrito por Jon Vitti, dirigido por Rich Moore y fue el último episodio producido por el personal original. Kelsey Grammer fue la estrella invitada, y representó a Sideshow Bob. El episodio es reconocido como uno de los mejores en la historia de la serie e incluso estuvo nominado en los premios Emmy.
En el episodio, Sideshow Bob trata de matar a Bart Simpson después de salir de la cárcel. Es una parodia de Cape Fear, tanto de la versión original como la de 1991, aunque también hace referencia a otras películas de terror. La producción encontró dificultades para hacer que el episodio durase media hora, por lo que hubo que añadir escenas arbitrariamente.

## Sinopsis

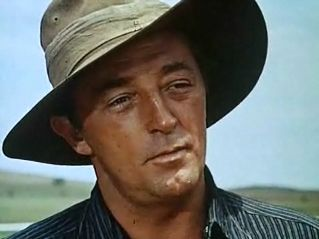
Robert Mitchum, protagonista de las películas parodiadas en este episodio The Night of the Hunter y Cape Fear.

Una mañana, mientras ve televisión, Bart Simpson comienza a recibir una serie de cartas amenazadoras, escritas con sangre y en las que se lee «Te voy a matar». Con estas amenazas Bart se pone cada vez más nervioso y trata de averiguar quién es el que quiere verlo muerto. Finalmente se descubre que el autor de las cartas es Sideshow Bob, que está preso en la cárcel de Springfield guardando un fuerte resentimiento contra el niño por haber frustrado sus dos planes anteriores, haciendo referencia a los episodios «Krusty Gets Busted» y «Black Widower». 
Poco después, tras un juicio, después de que Bob dijese puras mentiras, él es liberado y, estando un día en el cine, se encuentra con los Simpson. En ese momento ellos se dan cuenta de que Bob es el autor de las cartas. Para evitar que Bart sea asesinado, primero el jefe Wiggum pone una trampa con un payaso en el medio, pero no les resulta buen plan, así que la familia acude al FBI, quien los hace entrar en el Programa de Reubicación de Testigos. Según este programa, ellos irían a vivir a otra ciudad, a una casa-bote a orillas del Lago del Terror, y cambiarían su apellido por «Thompson».
Todo marcha bien en la nueva ciudad, hasta que Bart descubre que Sideshow Bob los ha encontrado y que aún trata de matarlo. Se lo dice a su familia, pero no logran evitar que Bob entre en el bote sigilosamente por la noche.
Después de atar a Homer, Marge, Lisa y Maggie, Sideshow Bob se dirige a la habitación de Bart para matarlo. Bart escapa por la ventana y trata de esconderse de Bob, pero no lo logra. Tampoco puede tirarse por la borda y tratar de nadar, porque el río por el que navega está lleno de cocodrilos y de anguilas eléctricas.
Sin embargo, se da cuenta por un cartel de que están a sólo quince millas de Springfield, por lo que decide ganar tiempo pidiéndole a Bob que interpretase una obra maestra de opera buffa con su maravillosa voz. Bob cae en la trampa y canta el H.M.S. Pinafore y, cuando termina la ópera, no logra matar a Bart porque el bote choca contra una roca cercana al club de alterne donde estaba la policía, la cual se lleva a Bob nuevamente preso.

## Temática
Desde el episodio Black Widower, de la tercera temporada, los guionistas decidieron que Bob regresase para vengarse de Bart por haber arruinado su plan en Krusty Gets Busted. Repitieron la premisa del Coyote persiguiendo al Correcaminos de las caricaturas de los Looney Tunes, pero insertando de forma inesperada a Bob dentro de la vida de Bart. El productor ejecutivo Al Jean ha comparado al personaje de Bob con Wile E. Coyote, notando que ambos son inteligentes pero jamás logran atrapar a alguien de menor intelecto.
En su libro Planet Simpson, el autor Chris Turner escribió que Bob ha sido diseñado como un personaje intelectual y republicano que representa a la alta cultura, mientras que Krusty, uno de sus enemigos, es la cultura popular, y Bart, que se encuentra entre los dos, siempre gana. Por otro lado, en el libro Leaving Springfield, David L. G. Arnold comenta que Bart es un producto de «la educación masiva» y que por esta razón es el enemigo de Bob.
En este mismo episodio, se demuestra que Bob es muy inteligente y que esa inteligencia puede ser utilizada para beneficiarlo, como cuando el comité de libertad condicional le pregunta por qué tiene un tatuaje que dice «die Bart, die» (muere, Bart, muere). Bob responde que es una expresión en alemán que significa «the Bart, the» (la Bart, la) y el comité se impresiona por su razonamiento. Sin embargo, su amor por la cultura también puede volverse en su contra; como, por ejemplo, cuando Bart le pide que interprete la operetta H.M.S. Pinafore completa y Bob acepta, retrasándole lo suficiente para que la policía lo rescate.

## Producción

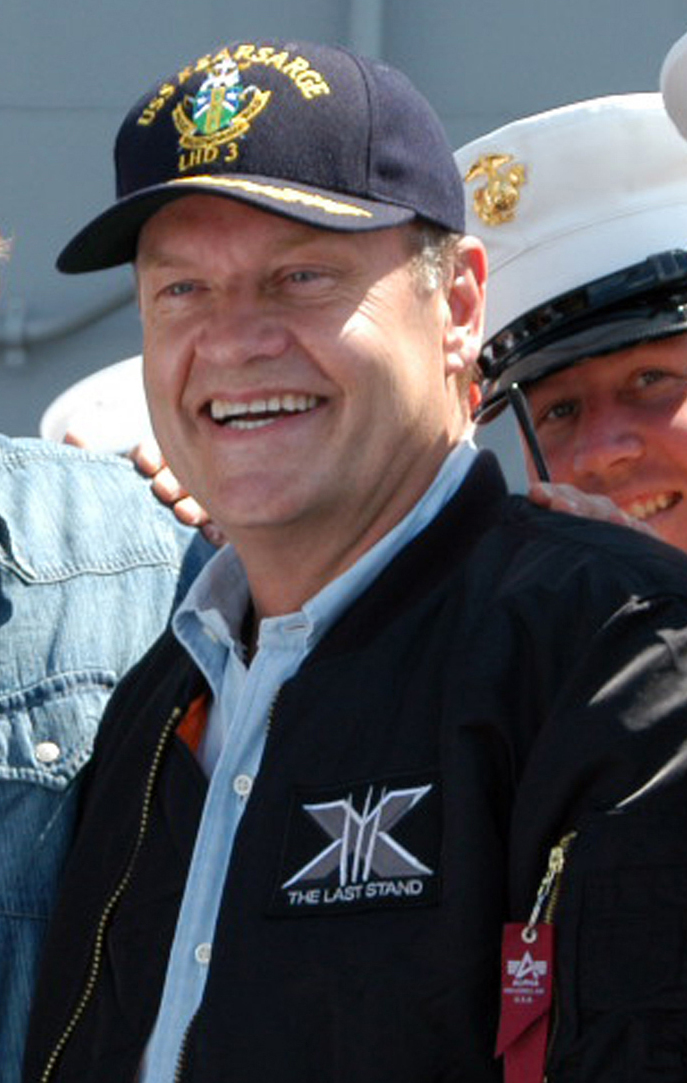
Kelsey Grammer, la voz de Sideshow Bob en la versión original.

Aunque el episodio fue emitido al principio de la quinta temporada, fue producido por el equipo de la cuarta temporada, que pensaba abandonar el programa al final de esta temporada para dedicarse a otros proyectos. Como no les interesaba conservar inédito su trabajo añadieron muchas escenas al episodio que no habían sido incluidas originalmente. A pesar de que la mayor parte del argumento fue escrito por los guionistas de la cuarta temporada, el final fue reescrito por los guionistas de la quinta.
Wallace Wolodarsky había visto la versión de 1991 de Cape Fear y se le ocurrió la idea de hacer una parodia de la película. Jon Vitti fue luego asignado para escribir la parodia, en la cual debían relatarse los argumentos de la versión original, de 1962, y del remake. En lugar de usar el argumento de la película durante sólo una parte del episodio, el cual originalmente iba a tener una historia secundaria, este terminó extendiéndose y suprimiendo el argumento menor. Sideshow Bob fue elegido como el villano y Bart como la víctima principal. El episodio tuvo la misma historia que las películas y la misma música (compuesta por Bernard Herrmann), que fue elegida después del episodio como la canción de presentación de Bob. Este episodio fue el primero de Sideshow Bob que no fue de misterio.
Comparado con los episodios previos, Cape Feare tuvo muchos elementos que podrían ser descritos como infantiles o estúpidos. Esto fue el resultado de la poca importancia que tuvo el episodio para sus guionistas, que estaban a punto de abandonar la serie. Al Jean comparó a Sideshow Bob con Wile E. Coyote, después de que fuese aplastado por varios elefantes sin sufrir daños. En el número musical del final se ve a Bob vistiendo un uniforme y con una bandera a sus espaldas; esto se añadió después de hacer la animación del episodio, ya que los guionistas pensaron que el personaje cantando no era bastante interesante y necesitaba algún complemento. Matt Groening se sorprendió cuando vio el episodio terminado, ya que no esperaba esos gags infantiles, aunque aclaró que luego comenzaron a gustarle.
Hubo dificultades para extender el episodio y muchas escenas fueron añadidas poco antes de la emisión. El episodio comienza con una repetición del gag del sofá que se utilizó en Lisa's First Word, el cual es considerablemente más largo que un gag del sofá típico. Los productores, además, añadieron una caricatura de Itchy & Scratchy y unas escenas de Bob planeando matar a Bart. Incluso con todos los extras, el episodio era aún demasiado corto. Esto llevó a la creación de la escena de los rastrillos, la cual se convirtió en un momento memorable del episodio. Originalmente, Sideshow Bob sólo iba a chocarse contra un rastrillo tras bajar del auto de la familia, pero fue cambiado y repetido nueve veces más. La idea era hacerlo gracioso, que luego perdiese la gracia y por último la recuperase otra vez.
Kelsey Grammer hizo su tercera aparición como voz de Sideshow Bob en la serie. Para esa época, Grammer se había convertido en uno de los personajes principales de la serie televisiva Frasier, la cual se produjo al mismo tiempo que este episodio. Grammer no sabía que la escena del rastrillo había sido ampliada, ya que sólo había grabado el quejido una vez, por lo que se sorprendió al ver el episodio terminado. Por otro lado, el principal compositor musical de Los Simpson, Alf Clausen, declaró sentirse orgulloso de la participación de Grammer por el talento que posee y mencionó: «Se nota que tiene ese amor por el teatro musical».